# Trag
Trag ist eine Katastralgemeinde und Ortschaft in der Gemeinde Bad Schwanberg. Trag hat 324 Einwohner (Stand 1. Jänner 2024) und eine Gesamtfläche von 239,24 ha (Fläche Stand 31. Dezember 2023).

## Geografie
Der Bahnhof in Trag liegt auf einer Höhe von 368 m ü. A. Durch Trag fließt der Stullneggbach.

## Wirtschaft und Infrastruktur
In Trag befindet sich der Bahnhof Bad Schwanberg, zu dem man mit der GKB (Graz-Köflacher-Bahn) vom Hauptbahnhof Graz kommen kann.
Die Freiwillige Feuerwehr Trag wurde 1913 gegründet und hat 47 Mitglieder (Stand 2021). Außerdem veranstalten die Kameraden der FF Trag jährlich den Trager Trödlermarkt.